# Zora dubrovačka
Zora dubrovačka je hrvatska telenovela autorice i producentice Jelene Veljača. Serija je sa snimanjem krenula 22. srpnja 2013. godine, a emitiranje je počelo 15. rujna 2013. na Novoj TV. Emitiranje drugog dijela serije započeto je 10. veljače 2014. Snimanje drugog dijela serije završilo je 10. travnja 2014. godine.

## Zanimljivosti
- Glumica Vanessa Radman se za vrijeme snimanja serije ozlijedila, te je stoga morala napustiti projekt. Od 80-e epizode, u ulozi Maris Knego, zamijenila ju je hrvatska glumica Ines Bojanić.
- Prvo pojavljivanje glumaca Borisa Lera i Barbare Bilić u telenovelama.
- Serija je do listopada 2015. prodana u 35 zemalja.[2]

## Glumačka postava
| Glumac/ica         | Lik                                   |
| ------------------ | ------------------------------------- |
| Barbara Bilić      | Judita Kesovija (djev. Knego)         |
| Boris Ler          | Maro Kesovija                         |
| Ines Bojanić       | Maris Pavela #2 (djevojački Menčetić) |
| Alen Liverić       | Đivo Knego                            |
| Dragan Despot      | Šiško Kesovija                        |
| Ana Kvrgić         | Dijana Kesovija                       |
| Vanessa Radman     | Maris Pavela #1 (djev. Menčetić)      |
| Jelena Perčin      | Deša Marković (djev. Šimunović)       |
| Momčilo Otašević   | Filip Marković                        |
| Ivana Horvat       | Jana Kesovija (djev. Leko)            |
| Amar Bukvić        | Boris Pavela                          |
| Jolanda Tudor      | Magdalena Leko                        |
| Sandra Lončarić    | Adela Knego (Butigan)                 |
| Jasmin Mekić       | Dino Kesovija                         |
| Mira Perić Kraljik | časna sestra Gloria                   |
| Iva Vujanić        | Zora Kesovija                         |
| Tamara Garbajs     | Sonja Župan                           |
| Zdenko Jelčić      | fra Petar Menčetić                    |
| Dušan Gojić        | Gospar Vlaho                          |
| Rada Mrkšić        | Bojka Marković                        |

## Međunarodna emitiranja
| Zemlja              | TV mreža             | Premijera serije   | Kraj serije     |
| ------------------- | -------------------- | ------------------ | --------------- |
| Hrvatska            | Nova TV              | 15. rujna 2013.    | 1. lipnja 2014. |
| BiH                 | Federalna televizija | 25. rujna 2013.    | 3. srpnja 2014. |
| Crna Gora           | TV Vijesti           | 16. prosinca 2013. | završeno        |
| Slovenija           | POP TV               | 2. veljače 2015.   | 16. rujna 2015. |
| Sjeverna Makedonija | Alfa TV              | 2019.              | završeno        |

## Vanjske poveznice
- Nova TV - Zora dubrovačka  Arhivirana inačica izvorne stranice od 8. veljače 2014. (Wayback Machine)
- IMDb - Zora dubrovačka